# KOP Vrapče Zagreb (žene)
| Radovi u tijeku! |
| Jedan vrijedni suradnik upravo radi na ovom članku! Mole se ostali suradnici da NE UREĐUJU članak dok je ova obavijest prisutna. Koristite stranicu za razgovor ako imate komentare i pitanja u vezi s člankom. Kada radovi budu gotovi predložak će ukloniti suradnik koji ga je postavio na članak! Predložak može svatko ukloniti ako 6 sati nije bilo promjena u članku i njegovoj stranici za razgovor. |

Klub odbojke na pijesku "Vrapče" (KOP Vrapče; Vrapče Zagreb; Vrapče) je klub odbojke na pijesku iz Zagreba, Republika Hrvatska. 
 
Ženska seniorska ekipa kluba se ligaški (2024. godina) ne natječe. 

## Uspjesi

### Klupski
(nepotpon popis) 
Prvenstvo Hrvatske / 1. liga
- prvakinje: 2013.
- doprvakinje: 2012., 2015.
- trećeplasirani: 2014., 2017.

Kup Hrvatske
- finalistice: 2013., 2014.

## Vanjske poveznice
- kop-vrapce.com
- Klub odbojke na pijesku Vrapce, Facebook stranica
- Klub odbojke na pijesku Vrapče, Facebook stranica
- BEACH VOLLEYBALL CLUB VRAPČE, Instagram stranica
- zos.hr, KOP VRAPČE
- natjecanja.hos-cvf.hr, KOP VRAPČE
- sportilus.com, KLUB ODBOJKE NA PIJESKU VRAPČE